# Cornelius Flir
Cornelius Flir (* 3. Jänner 1867 in Golling an der Salzach; † 2. November 1923 in Braunau am Inn) war ein österreichischer Lehrer und Landespolitiker.

## Leben
Der Sohn eines Notariatsbeamten besuchte Volks- und Bürgerschule und die Lehrerbildungsanstalt in Linz, unterrichtete an verschiedenen Schulen und war ab 1918 Bürgerschullehrer in Braunau. Schon vor dem Weltkrieg wurde er als bürgerlicher Vertreter in den Gemeinderat von Schwertberg gewählt. Nach Kriegsende baute Flir die sozialdemokratische Parteiorganisation im Bezirk Braunau am Inn auf. Als Bürgermeister von Braunau am Inn war er recht beliebt. Der Übertritt des einst nationalen Lehrers zu den Sozialdemokraten erregte seinerzeit großes Aufsehen. Er wurde für die Sozialdemokratische Partei Mitglied der Provisorischen Landesversammlung 1918/1919 und blieb Landtagsabgeordneter bis zu seinem Tod. In Braunau wurde die Cornelius Flir-Straße ⊙ nach ihm benannt.